# Line Damkjær Kruse
Line Damkjær Kruse (7 de enero de 1988) es una deportista danesa que compitió en bádminton, en la modalidad de dobles.
Ganó tres medallas en el Campeonato Europeo de Bádminton entre los años 2010 y 2014.

## Palmarés internacional
| Campeonato Europeo | Campeonato Europeo       | Campeonato Europeo | Campeonato Europeo |
| Año                | Lugar                    | Medalla            | Prueba             |
| ------------------ | ------------------------ | ------------------ | ------------------ |
| 2010               | Mánchester (Reino Unido) | Medalla de bronce  | Dobles             |
| 2012               | Karlskrona (Suecia)      | Medalla de plata   | Dobles             |
| 2014               | Kazán (Rusia)            | Medalla de plata   | Dobles             |